# チアキコハラ
chiaki koharaもしくはチアキ コハラ(chiaki kohara、1986年7月7日-)とは、日本の画家・イラストレーター。大阪府出身。株式会社コットンズ所属。digmeoutに参加しており、定期的に個展を開催している。過去には美健ガイド社でのイラストも行っていた。

## 作風
作風は身の周りの素材をバラバラにしてキャンバスに糊付けするコラージュと呼ばれる技法を用い、そこからアクリルガッシュで絵を描き、仕上げは、100円均一ショップ等で買ったレースやボタンやマニキュア等を使用している。また、キラキラとした絵が特徴的で途中で本人の意図による描き直しも多々あるためにライブペイントは見る観客に楽しみを与えるイベントとなっている。国内だけでなく海外にも積極的にライブペイントを行っている。
- アート台北2013において4日に渡り描かれたライブペインティングでは、高評価を得た。[1]
- 「素直さと悪意を併せ持つ複雑な(乙)女心が大好き。それが表情に出ているのでは」と本人は語る[2]
- UNIQLO CREATIVE AWARD 2007では、草間彌生賞を受賞した際に草間さんは「あなたの絵には青春の輝きがある」と表現されたらしい[3]

## 主な受賞歴
- UNIQLO CREATIVE AWARD 2007 草間彌生賞 受賞(2007年）
- イラストレーションチョイス 宇野亜喜良審査 入選(2010年）
- Canvas@Sony2012 グランプリ(2012年）
- 3331α Art Hack Day 2015 最優秀賞

## 個展
- Gimme a Hug(2011年、DMO ARTS)
- Mammy!(2012年、DMO ARTS)
- カクメイ展 -その時であること―(2013.12-2014.1、DMO ARTS)

- キミが、つき。(2015年、DMO ARTS)

- サイコロと鍵(2017年、DMO ARTS)[15]

## 出展
- DAEGU ART FAIR(2011年11月、韓国)
- アートフェア東京2012
- ウルトラ005
- アートフェア東京2013
- ART OSAKA2013
- ART TAIPEI 2013(2013年、台湾）
- Art Wall Collection(2013年、JR大阪三越伊勢丹)
- アートフェア東京2014(2014年)
- まるごと猫フェスティバル2014(2014年) - メインビジュアル
- まるごと猫フェスティバル2015(2015年）- メインビジュアル
- NEW CITY ART FAIR Taipei, Taiwan 2015(2015年)
- KENPOKU ART 2016 茨城県北芸術祭(2016年) - CALAR.ink

## 作品
- ねぐりぢぇのCDジャケット
- ACCESS！
- Red Bull Ignition(2012年） - 大阪・アメリカ村の街路灯にペインティング
- GUNZE BODYWILD(2012年）
- ハローキティとのコラボレーションアート展『Art Kitty Parade』(2014年) - ハローキティにペインティング
- 天才万博2014(2014年) - メインビジュアル
- 春のAccessキャンペーン2015(2015年、FM802 )

キャンペーンソング「Music Train ～春の魔術師～」のCDジャケットも担当
- CURIO『FOOT STEP』(2015年）

## 参考
1. ↑  chiaki kohara live painting in ART TAIPEI 2013_DMOARTS
2. ↑  6月14日産経WEST
3. ↑  Art ENergy